# Bantarmara
Bantarmara is een bestuurslaag in het regentschap Sumedang van de provincie West-Java, Indonesië. Bantarmara telt 1211 inwoners (volkstelling 2010).